# ليزا جاكوب
ليزا جاكوب (بالإنجليزية: Lisa Jakub)‏ (و. 1978  م) هي كاتِبة، وممثلة أفلام كندية، ولدت في تورونتو.
.

## وصلات خارجية
- ليزا جاكوب على موقع IMDb (الإنجليزية)
- ليزا جاكوب على موقع ألو سيني (الفرنسية)
- ليزا جاكوب على موقع أول موفي (الإنجليزية)
- ليزا جاكوب على موقع قاعدة بيانات الأفلام السويدية (السويدية)
- ليزا جاكوب على موقع إن إن دي بي (الإنجليزية)
- ليزا جاكوب على موقع قاعدة بيانات الفيلم (الإنجليزية)
- ليزا جاكوب على موقع كينوبويسك (الروسية)